# アラン・ラック
アラン・ラック（Alan Ruck, 1956年7月1日 - ）は、アメリカ合衆国の俳優である。

## 来歴
1956年、オハイオ州クリーブランド生まれ。地元オハイオの高校を卒業後、イリノイ大学アーバナ・シャンペーン校へ進学し演劇を学ぶ。1979年に同校を卒業。1983年に『バッド・ボーイズ』でショーン・ペンの友人役で映画デビュー。1985年にはマシュー・ブロデリックと共演した舞台においてブロードウェイデビューを果たした。翌年出演したジョン・ヒューズ監督の『フェリスはある朝突然に』で再びブロデリックと共演。同作では、ブロデリック演じる主人公の親友役を軽快に演じた。当時29歳であったにもかかわらず、17歳の高校生を演じ、高く評価された。日本でも同作の出演で知られている。
それからは順調にキャリアを重ねていき、映画、テレビ、舞台など幅広い分野で活躍。テレビドラマにおいては、マイケル・J・フォックス主演のコメディドラマ『スピン・シティ』への出演でも知られており、1996年から2002年まで出演した。1994年には人気シリーズの映画版『スタートレック ジェネレーションズ』へ出演して、U.S.S.エンタープライズBの艦長のジョン・ハリマンも演じている。かつて『フェリスはある朝突然に』で共演した盟友のブロデリックとは多くの共演作がある。メル・ブルックス監督の映画をブロードウェイ舞台化した『プロデューサーズ』の再演版では、初演でブロデリックが演じていたレオ・ブルーム役を演じた。現在もテレビドラマや映画にコンスタントに出演しており、着実に俳優としての地位を築いている。

### 私生活
1984年に結婚しており、2児の父親となったが2005年に離婚。その後、2008年に女優のミレイユ・イーノスと再婚。2010年には長女が誕生した。

## 主な出演作品

### 映画
| 公開年 | 邦題 原題                                                  | 役名                             | 備考       | 吹き替え                                                                         |
| ------ | ---------------------------------------------------------- | -------------------------------- | ---------- | -------------------------------------------------------------------------------- |
| 1983   | バッド・ボーイズ Bad Boys                                  | カール・ブレナン                 |            | TBA                                                                              |
| 1983   | 恋のスクランブル Class                                     | ロジャー                         |            |                                                                                  |
| 1986   | フェリスはある朝突然に Ferris Bueller's Day Off            | キャメロン・フライ               |            | （吹き替え版なし）                                                               |
| 1987   | ハートビートで追いかけて Three for the Road                | T.S.                             |            |                                                                                  |
| 1988   | シューター/もうひとつのベトナム Shooter                    | オコナー                         | テレビ映画 |                                                                                  |
| 1989   | 3人の逃亡者 Three Fugitives                                | テナー                           |            |                                                                                  |
| 1989   | ワン・ナイト・オブ・ブロードウェイ Bloodhounds of Broadway | ジョン                           |            |                                                                                  |
| 1990   | ヤングガン2 Young Guns II                                  | ヘンドライ・ウィリアム・フレンチ |            | TBA（VHS版） 大滝進矢（フジテレビ版）                                            |
| 1994   | スピード Speed                                             | スティーヴンス                   |            | 牛山茂（ソフト版） 堀内賢雄（フジテレビ版） 家中宏（テレビ朝日版） TBA（機内版） |
| 1994   | スタートレック ジェネレーションズ Star Trek: Generations   | ジョン・ハリマン船長             |            | 田中正彦（旧ソフト版） TBA（新ソフト版）                                         |
| 1995   | ケイティ Born to Be Wild                                   | ダン                             |            |                                                                                  |
| 1997   | ツイスター Twister                                         | ロバート                         |            | 牛山茂（ソフト版） 家中宏（日本テレビ版）                                        |
| 2003   | 12人のパパ Cheaper by the Dozen                            | ビル                             |            |                                                                                  |
| 2008   | インエリアナブル InAlienable                               | プロウェイ博士                   |            |                                                                                  |
| 2008   | ハプニング The Happening                                   | 校長                             |            | 根本泰彦                                                                         |
| 2008   | オー!マイ・ゴースト Ghost Town                             | 幽霊のパパ                       |            |                                                                                  |
| 2009   | 愛しのベス・クーパー I Love You, Beth Cooper               | ミスターC                        |            |                                                                                  |
| 2010   | 小さな命が呼ぶとき Extraordinary Measures                  | ピート                           |            | TBA                                                                              |
| 2011   | ファイブ ある勇敢な女性たちの物語 Five                     | サム                             | テレビ映画 |                                                                                  |
| 2012   | 上海コーリング Shanghai Calling                            | マーカス・グロフ                 |            |                                                                                  |
| 2016   | ハンティング・パーク Carnage Park                          | 保安官                           |            | （吹き替え版なし）                                                               |
| 2018   | グリンゴ/最強の悪運男 Gringo                               | ジェリー                         |            | （吹き替え版なし）                                                               |
| 2018   | シエラ・バージェスはルーザー Sierra Burgess Is a Loser     | ミスター・バージェス             |            | TBA                                                                              |
| 2019   | 囚われた国家 Captive State                                 | チャールズ・リッテンハウス       |            | （吹き替え版なし）                                                               |
| 2020   | ザ・スイッチ Freaky                                        | ミスター・フレッチャー           |            | 花田光                                                                           |
| 2023   | 眠りの地 The Burial                                        | マイク                           |            | 佐々木勝彦                                                                       |

### テレビシリーズ
| 放映年    | 邦題 原題                                                            | 役名                       | 備考                                | 吹き替え           |
| --------- | -------------------------------------------------------------------- | -------------------------- | ----------------------------------- | ------------------ |
| 1990-1991 | Going Places                                                         | チャーリー・デイヴィス     | 19エピソード                        | N/A                |
| 1992-1993 | The Edge                                                             |                            | 7エピソード                         | N/A                |
| 1993      | ピケット・フェンス Picket Fences                                     | パトリック・ガトウッド     | 1エピソード                         |                    |
| 1993      | ハリウッド・ナイトメア Tales from the Crypt                          | Carty                      | エピソードOil's Well That Ends Well |                    |
| 1995      | Muscle                                                               | マーシャル・ジョーンズ     | 13エピソード                        | N/A                |
| 1995-1996 | あなたにムチュー Mad About You                                       | ランス・ブロックウェル     | 4エピソード                         |                    |
| 1996      | 新アウターリミッツ The Outer Limits                                  | ハワード・シャープ         | エピソードUnnatural Selection       | 池田秀一           |
| 1996-2002 | スピン・シティ Spin City                                             | スチュアート・ボンデク     | 145エピソード                       |                    |
| 1998      | フロム・ジ・アース/人類、月に立つ From the Earth to the Moon         | トム・ドーラン             | ミニシリーズ                        |                    |
| 2002      | Scrubs〜恋のお騒がせ病棟 Scrubs                                      | Mr. Bragin                 | 1エピソード                         |                    |
| 2006      | スターゲイト アトランティス Stargate: Atlantis                       | フレッチャー博士           | 1エピソード                         |                    |
| 2007      | ミディアム 霊能者アリソン・デュボア Medium                           | アルバート・バンフォード   | 1エピソード                         |                    |
| 2007      | ゴースト 〜天国からのささやき Ghost Whisperer                        | スティーヴ・シンクレア     | 1エピソード                         |                    |
| 2007-2011 | GREEK〜ときめき★キャンパスライフ Greek                               | ディーン・ボウマン         | 6エピソード                         |                    |
| 2008      | ユーリカ 〜事件です!カーター保安官〜 Eureka                          | フッド博士                 | 1エピソード                         |                    |
| 2008      | サイク/名探偵はサイキック? Psych                                     | フィル                     | 1エピソード                         |                    |
| 2008      | ボストン・リーガル Boston Legal                                      | ウェイン・デイヴィッドソン | 1エピソード                         |                    |
| 2009      | フラッシュフォワード FlashForward                                    | トマシ                     | 1エピソード                         |                    |
| 2009      | クーガータウン Cougar Town                                           | フランク・ミラー           | 1エピソード                         |                    |
| 2010      | CSI:マイアミ CSI: Miami                                              | アラン・ベッカム           | 1エピソード                         |                    |
| 2010      | CSI:科学捜査班 CSI: Crime Scene Investigation                        | バディ・ミルズ             | 1エピソード                         |                    |
| 2010      | NUMBERS 天才数学者の事件ファイル Numb3rs                             | アーノルド・ウィンスロー   | 1エピソード                         |                    |
| 2010      | JUSTIFIED 俺の正義 Justified                                         | ローランド・パイク         | 1エピソード                         |                    |
| 2010      | Persons Unknown 〜そして彼らは囚われた Persons Unknown               | チャーリー・モース         | 13エピソード                        |                    |
| 2010      | NCIS:LA 〜極秘潜入捜査班 NCIS: Los Angeles                           | ドナルド・ウェクスリング   | エピソード                          |                    |
| 2011      | FRINGE/フリンジ Fringe                                               | クリック博士               | 1エピソード                         |                    |
| 2012      | Hawaii Five-0                                                        | スレイター                 | 1エピソード                         |                    |
| 2012-2013 | バレエ・ガールズ -パラダイスへようこそ- Bunheads                     | ハベル                     | 3エピソード                         |                    |
| 2013      | バーン・ノーティス 元スパイの逆襲 Burn Notice                        | マックス                   | 1エピソード                         |                    |
| 2013      | NCIS 〜ネイビー犯罪捜査班 NCIS: Naval Criminal Investigative Service | ウォード・ベリンジャー     | 1エピソード                         |                    |
| 2018-     | サクセッション Succession                                            | コナー・ロイ               | メイン                              | 志村知幸           |
| 2022      | ドロップアウト シリコンバレーを騙した女 The Dropout                  | ジェイ・ローザン           | 2エピソード                         | （吹き替え版なし） |
| 2025      | エルズベス Elsbeth                                                   | ビル/ピーター・ヘプソン    | シーズン2 1エピソード               |                    |

### その他
- Exact Fare (2005) ※短編
- Star Trek: Of Gods and Men (2007) ※ビデオ作品
- False Creek Stories (2010) ※短編
- Interpersonal Exopolitics (2011) ※短編